# 七戸警察署
七戸警察署（しちのへけいさつしょ）は、青森県警察が管轄する警察署の一つである。

## 管轄区域
- 上北郡
  - 七戸町
  - 東北町

## 所在地
- 青森県上北郡七戸町字大沢57-49

## 沿革
- 1875年 - 第七大区警察出張所として発足
- 1877年 - 野辺地警察署七戸分署と改称
- 1880年 - 七戸警察署に昇格
- 1948年 - 警察法施行により自治体警察七戸町警察署となる
- 1954年 - 新警察法施行により七戸警察署と改称
- 1998年 - 道の駅しちのへにほど近い現在地へ移転

## 組織
- 警務会計課
  - 警務係
  - 広聴・相談係
  - 犯罪被害者支援係
  - 会計係
- 刑事生活安全課
  - 刑事生活安全係
- 地域課
  - 地域係
  - 自動車警ら係
- 交通課
  - 交通係
- 警備課
  - 警備係

## 交番
- 所在地交番 （七戸警察署内）

## 駐在所
括弧内は所在地を表す。

### 七戸町
- 天間林警察官駐在所（上北郡七戸町字森ノ上132-15）

### 東北町
- 乙供警察官駐在所（上北郡東北町字塔ノ沢山1-414）
- 上北警察官駐在所（上北郡東北町字上野字南谷地44-1）
- 甲地警察官駐在所（上北郡東北町字往来ノ下42-5）